# Drosophila californica
Drosophila californica este o specie de muște din genul Drosophila, familia Drosophilidae, descrisă de Sturtevant în anul 1923. Conform Catalogue of Life specia Drosophila californica nu are subspecii cunoscute.